# Noccaea pindica
Noccaea pindica är en korsblommig växtart som först beskrevs av Heinrich Carl Haussknecht, och fick sitt nu gällande namn av Josef Holub. Noccaea pindica ingår i släktet backskärvfrön, och familjen korsblommiga växter. Inga underarter finns listade i Catalogue of Life.